# 爱达或爱欲：一部家族纪事
《爱达或爱欲：一部家族纪事》（Ada, or Ardor: A Family Chronicle）是弗拉基米尔·纳博科夫的一部小说，出版于1969年。
《爱达》的写作可追溯到1959年，当时弗拉基米尔·纳博科夫正在写两本书，《时间的纹理》（The Texture of Time）和《来自地球的信》（Letters from Terra）。1965年，他开始看到这两个构思之间的联系，最后在1966年2月到1968年10月，将其编撰成一部统一的小说。出版后，成为他最长的作品。《爱达》最初受到混合的欢迎。但是，著名学者阿尔弗雷德·阿佩尔在《紐約時報書評》上著文，称其为“一件伟大的艺术作品，一本必需的书，光芒四射（radiant），令人狂喜（rapturous）”，并说它“提供了进一步的证据，表明他是卡夫卡、普鲁斯特和乔伊斯的同侪”。

## 情节
《爱达》讲述了凡·维恩与爱达的终生恋情。他们正式的关系是表兄妹。他们相遇时，她不到十二岁，他十四岁，他们的父亲是堂兄弟，而他们的母亲是姐妹。他们开始青春期疯狂的性关系。后来，他们发现，凡的父亲也是爱达的父亲，而爱达的母亲也是凡的母亲。接下来的故事，写他们的关系时而中断，时而恢复。两人都很富有、受过良好教育、聪明。凡后来成为世界著名的心理学家，这本书本身就是以回忆录的形式，在他90多岁时所写。
小说分为五个部分，每部分的长度都比前一部分短一些（第四部分是唯一的例外）。它们按时间顺序发展，这种结构唤起了一个人唤醒自己记忆的感觉，青春期的时光史诗般地延展，而日后的漫长岁月只是偶尔闪烁。